# Lirios (Juncos)
Lirios es un barrio ubicado en el municipio de Juncos en el estado libre asociado de Puerto Rico. En el Censo de 2010 tenía una población de 5646 habitantes y una densidad poblacional de 915,55 personas por km².

## Geografía
Lirios se encuentra ubicado en las coordenadas 18°12′44″N 65°56′19″O / 18.21222, -65.93861. Según la Oficina del Censo de los Estados Unidos, Lirios tiene una superficie total de 6.17 km², de la cual 6.16 km² corresponden a tierra firme y (0.13%) 0.01 km² es agua.

## Demografía
Según el censo de 2010, había 5646 personas residiendo en Lirios. La densidad de población era de 915,55 hab./km². De los 5646 habitantes, Lirios estaba compuesto por el 74.55% blancos, el 12.72% eran afroamericanos, el 0.55% eran amerindios, el 0.02% eran asiáticos, el 8.17% eran de otras razas y el 4% pertenecían a dos o más razas. Del total de la población el 99.08% eran hispanos o latinos de cualquier raza.